# Carbonat de calciu
Carbonatul de calciu este sarea calciului cu acidul carbonic, fiind o substanță solidă de culoare albă cu formula chimică CaCO3, iar raportul ionilor de Ca2+ și CO32- fiind de 1:1. Carbonatul de calciu este răspândit în natură sub formă de minerale: calcit, aragonit, vaterit și în organisme în oase, dinți, cochilii, corali și crusta crustaceilor. În roci se află sub formă de calcar unde este aproape în stare pură și varianta dolomitelor, care sunt un amestec de calciu și magneziu. Carbonatul de calciu este aproape insolubil în apă, iar sub acțiunea intemperiilor și ploilor acide se formează hidratul de calciu, Ca(HCO3)2 care e ușor solubil în apă; solubilitatea este accelerată de acidul    gazelor atmosferice în apa ploilor, dar mai ales apa peșterilor. Prin calcinare la temperaturi de 850 - 1000oC se descompune în oxid de calciu și dioxid de carbon.

### Medicamente

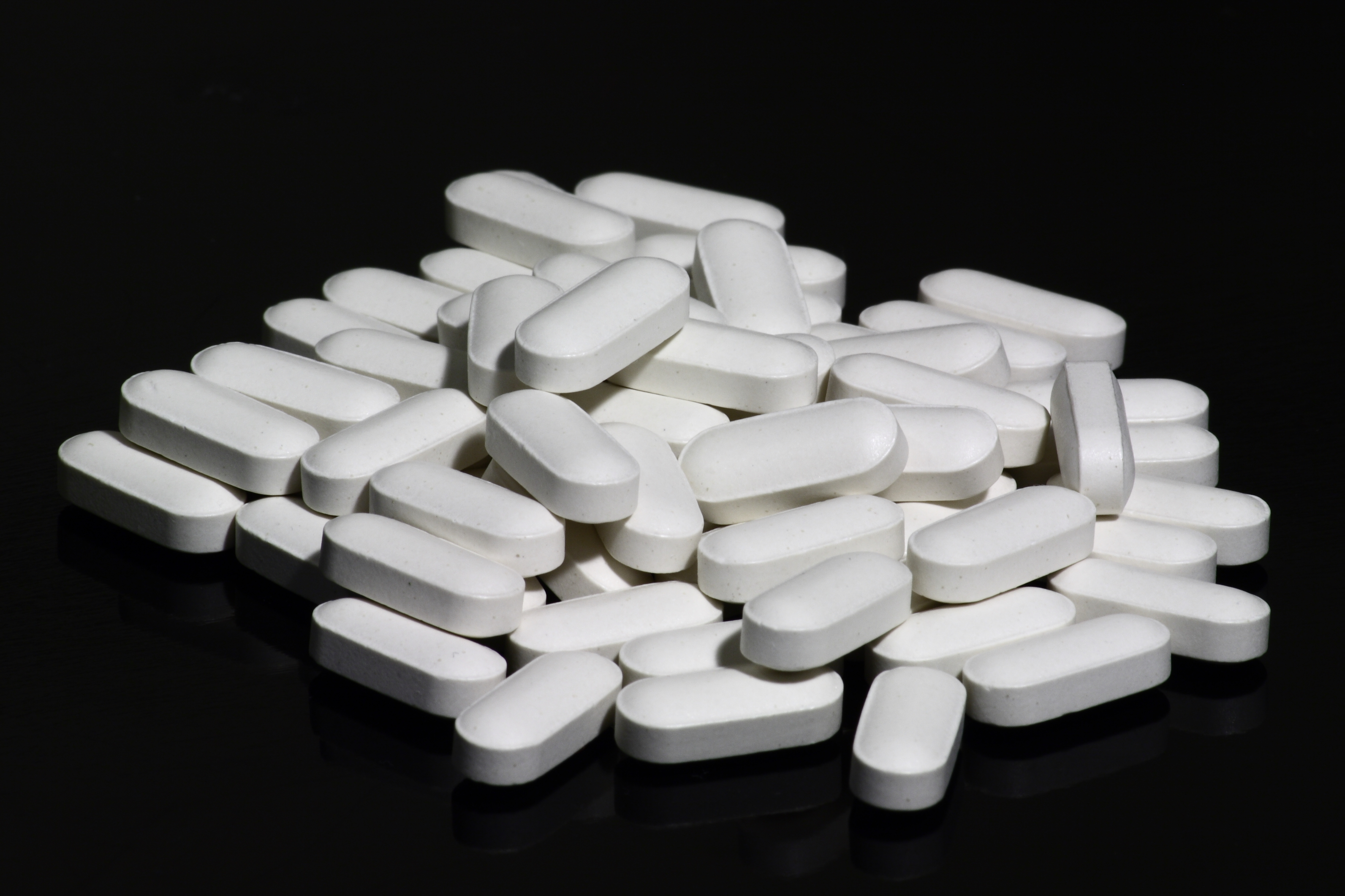
Suplimente alimentare cu conținut de carbonat de calciu, de 500 mg

## Obținere
Cea mai mare majoritate a carbonatului de calciu este obținut la nivel industrial prin extracția directă din cariere. Cu toate că scoarța conține mai mult de 5 % roci calcaroase (carbonat de calciu) numai o mică parte din această cantitate corespunde exploatării având calitățile necesare căutate de geologi ca și parametrii de culoare, puritate, omogenitate.
O altă metodă presupune folosirea oxidului de calciu, la care se adaugă apă. În urma reacției se obține hidroxid de calciu, care reacționează ulterior prin barbotare cu dioxid de carbon, când se precipită carbonatul de calciu:
{\displaystyle {\ce {{CaO}+ {H2O}-> {Ca(OH)2}}}}
{\displaystyle {\ce {{Ca(OH)2}+ CO2 -> CaCO3(v) + H2O}}}

## Proprietăți chimice
Ca și restul carbonaților, carbonatul de calciu reacționează foarte ușor cu acizii, cu formarea rapidă de dioxid de carbon. Această reacție este și specifică pentru anionul carbonat, fiind cel care reacționează astfel cel mai ușor. De exemplu, la tratarea calcarului cu acid clorhidric sau acid sulfuric (chiar și diluat), se observă formarea unei efervescențe datorată obținerii de dioxid de carbon gazos, ca urmare a descompunerii rapide a acidului carbonic instabil:
{\displaystyle {\ce {{CaCO3}+ {2HCl}-> {CaCl2}+ {H2CO3}}}}
{\displaystyle {\ce {{H2CO3}-> {H2O}+ {CO2}}}}
Carbonatul de calciu este foarte greu solubil în apa pură, solubilitatea fiind de doar 14 miligrame per litru; în soluție, ionul carbonat trece sub formă de bicarbonat:
{\displaystyle {\ce {{2CaCO3}+ {2H2O}<-> {Ca(HCO3)2}+ {Ca(OH)2}}}}

## Răspândire